# Antocha (Antocha) constricta
Antocha (Antocha) constricta is een tweevleugelige uit de familie steltmuggen (Limoniidae). De soort komt voor in het Palearctisch gebied.